# 하우스텐보스가극단
하우스텐보스가극단(歌劇 ザ・レビュー ハウステンボス)은 일본의 극단이다. 극단에 재단중인 출연자는 모두 여성이며, 레뷰나 뮤지컬을 상영하는 소녀가극(여성가극)의 형태를 띠고있다. 나가사키현 사세보시의 테마파크인 「하우스텐보스」를 운영하는 하우스텐보스주식회사 소속이며, 하우스텐보스와 아이치현 가마고오리시에 있는 하우스텐보스의 계열 리조트 시설, 라구나텐보스 안에 있는 「라구나시아」에 있는 극장을 중심으로 공연을 하고 있다. 2017년 9월 9일자로 ハウステンボス歌劇団에서 歌劇 ザ・レビュー ハウステンボス으로 변경하였다.

## 개요
여성 출연자가 「남역(男役)」과 「여역(娘役)」으로 나뉘어서 연기를 하고, 각 공연에 따라 남역의 톱스타가 주연, 톱여역이 상대역을 맡아 연기한다는 것은, 다카라즈카 가극단이나 OSK일본가극단과 유사한 스타시스템을 쓰고 있다. 심볼마크와 색깔은 「파란 장미」이다.
가극단원들은 「팀 샤인(チーム輝)」, 「팀 플라워(チーム華)」, 「팀 하트(チーム凛)」, 「팀 윙(チーム翔)」, 「팀 해피너스(チーム奏)」의 5개의 팀으로 편성되어, 팀별로 다른 공연 레뷰나 뮤지컬을 상연한다.
파크 안의 극장에서의 공연 이외에도, 하우스텐보스 내의 퍼레이드 출연이나, 국내외의 외부시설에도 공연 · 이벤트 출연 등도 하고 있다.

### 극장
자사계열의 2개의 테마파크의 상설극장을 거점으로, 각 팀이 두 극장을 번갈아 공연하고 있으며, 특히 하우스텐보스 내에 있는 뮤즈홀이 홈극장이다. 뮤즈홀은 주로 가극단 공연을 위한 극장이지만, 그 외의 공연과 퍼포먼스도 행해지고 있다. 당초에는 홀 자체는 입장 무료, 전석 자유석으로 사진 촬영과 녹화 · 녹음 등이 자유였으나. 현재는 가극단 공연지 유료석과 무료석으로 나뉘어있고, 사진촬영이나 녹화 · 녹음등은 금지되었다. 좌석은 고정석이 아니며, 오픈이래 좌석의 수나 배치, 유료지정석의 숫자나 금액도 변동이 있다.
2016년 4월 29일, 하우스텐보스의 자매시설 테마파크 「라구나시아 (라구나텐보스. 아이치현 가마고오리시)」에 신설되었다. 「아트시어터」는 가극단 제2의 거점이 되었고, 가극의 오픈에 맞춰서 발족된 팀心이 코케라오토시공연을 했다. 아트시어터여도 유료석과 자유석이 나뉘어있고, 자유석에서는 파크 입장료 외 추가요금이 들지 않는다.

### 공연시스템
상시, 각각의 팀에서 독자의 연목을 1일에 2공연씩 상연하고, 2팀이 활동하는 하우스텐보스 뮤즈홀에서는 1일에 2연목, 4공연을 시행한다. 테마파크 안의 어트랙션이라는 의미이므로, 원칙상 파크의 영업일에는 공연이 있으나, 통상 각 팀 주 1일이 휴연하며, 휴연일에는 하우스텐보스에서는 다른 팀이 3개 공연하는 경우가 많아, 라구나텐보스에서는 가극의 상연 자체가 휴연된다. 통상 공연의 상연시간은 45~55분 정도이고, 1개의 공연에는 4개월간 상연한다. 부정기 적으로  신인공연이나 역바꿈공연도 행해진다.
팬과의 거리가 가까운 것이 특징이며, 매공연이 끝난 후에는 사진촬영회가 열린다. (CD나 팜플렛 등 굿즈를 사면, 특전으로써 출연자와 악수와 사진촬영이 가능). 그리고 하우스텐보스의 공연은 극단원이 무대용 화장을 한 상태에서 분장실과 극장 사이를 도보롤 이동하는데, 이 때 팬들이 극단원에게 말을 걸거나 간신을 건네주는 광경을 볼 수 있다. 부정기적으로 「블루로즈 파티」라는 팬과의 교류회가 행해진다.
공연 마지막에는 매회 출연자 전원이 주제곡인 『꿈의 문 ~ welcome HUIS TEN BOSCH~』(하야시 코우 작사, 타이라 요시타카 작곡)을 부른다.

## 연혁
2013년 7월에 다카라즈카 가극단과 OSK일본가극단의 출신자를 중심으로 모여 결성되어, 하우스텐보스 안의 야외극장에서 행해진 30분간 정도의 레뷰쇼로써 상연을 개시했다. 상설시 남역의 유우가 (켄 루이스, 다카라즈카 출신), 이오리 하야토 (OSK출신), 여역의 유키나 츠구미 (다카라즈카 출신), 미요시 사에 (OSK출신), 아이나 유우리 (다카라즈카 출신)의 5명을 중심으로 한 멤버를 결성. 유우가와 이오리 두사람을 톱남역, 유키나와 후카 두사람을 톱여역으로 같은 연목을 상연회에 따라서 출연자가 다른 더블 캐스트제로 공연하였다.
야외상연과 병행하여 파크 내 다른 장소에 상설극장 "뮤즈홀" 건설이 진행되었으며, 2014년 1월 완공 이후에는 실내공연으로 전환되었다. 2014년 7월부터는 「팀 히카리(光)」, 「팀 하나(花)」의 2팀제가 도입되어 스타시스템의 요소를 강화하는 체제가 되었다. 팀을 구성한 이후에는 기존 레뷰 스타일에 뮤지컬 색을 입힌 오리지널 작품의 공연으로 바뀌고 상연 시간도 확대되고 있다.
결성 초기에는 복수의 OSK 출신자나 다카라즈카 출신자가 한때 소속, 혹은 특별출연했다. 연출과 지도에도 다카라즈카 출신과 OSK에 인연이 깊은 인사들이 많이 관련되어있다. 유키나는 창단 후 약 2년 반 동안 톱여역을 한 뒤, 극단 연출 · 안무가로 전향했다.
한편으로는 이들 이외의 멤버는 창단 이래 여러 차례에 걸쳐 오디션에 선발되었지만, 대부분은 소녀가극 미경험자였다. 그런 극단원들을 단기간에 지도 육성함으로써, 2016년 4월 신설된 「팀 하트(心)」에서 극단 창단 이래 처음으로 다카라즈카나 OSK 출신이 아닌 사람이 톱남역을 맡았다.
또, 2014년 5월에는 극단 병설 양성소 「하우스텐보스 가극학원」을 개교해, 아마추어를 처음부터 양성하는 독자적인 인재육성도 개시했다. 가극학교 개교 후에도 일반 연수생 모집과 오디션 채용도 병행하고있다. 학원 1기생이 졸업, 첫무대를 밟은 2015년 4월 이후에는 학원 출신이 많이 소속되고 있다.

### 연표
| 년도 | 월       | 내용 |
| ---- | -------- | --- |
| 2013 | 7        | 하우스텐보스가극단 결성. 야외극장에서 공연개시 |
| 2014 | 1        | 뮤즈홀 오픈. 코케라오토시 공연 |
| 2014 | 5        | 하우스텐보스가극학원 개교. 제1기생 입학 |
| 2014 | 6        | 테마송CD 『꿈의 문(夢の扉)』 발매 |
| 2014 | 7        | 1주년 기념 『Premium Show~원점~』 공연 |
| 2014 | 7        | 팀 히카리(光) 공연 개시 |
| 2014 | 9        | 팀 하나(花) 공연 개시 |
| 2015 | 4        | 학원 제1기생 초무대 |
| 2015 | 6        | 주제가CD 『Nature of Love』 발매 |
| 2015 | 7        | 2주년 기념 『Premium Show~비약~』 공연 |
| 2015 | 11       | 아이돌그룹 「Castale」 활동 개시 |
| 2016 | 1        | 팀명을 팀 샤인(光), 팀 플라워(華)로 변경 |
| 2016 | 2        | 학원 제2기생 『제1회 문화제 PALETTE~15색의 반짝임~』 공연 |
| 2016 | 4        | 팀 하트(心) 공연 개시 |
| 2016 | 7        | 3주년 기념 『Premium Show~천개~』 공연 |
| 2017 | 7        | 4주년 기념 『Premium Show~감사~』 공연 |
| 2017 | 9        | 『가극 더 레뷰 하우스텐보스』로 개명 |
| 2018 | 6        | 팀 윙(翔) 공연 개시 |
| 2018 | 7        | 5주년 기념 『Premium Show~유대~』 공연 |
| 2019 | 7        | 6주년 기념 『Live!! 기적을 지금』 공연 |
| 2020 | 3        | 팀 해피너스(奏) 공연 개시 |
| 2020 | 6        | 가극 더 레뷰시어터 (후쿠오카) 오픈 |
| 2020 | 9        | 7주년 기념 『모두를 웃는 얼굴로~more smile~』 이벤트 |
| 2023 | 3 (예정) | 뮤즈홀에서의 공연을 종료하고, 새로운 하우스텐보스 가극 대극장이 오픈 예정. 동시에 "가극 더 레뷰 하우스텐보스"에서 "하우스텐보스 가극단" (발족 당시 명칭)으로 개칭 |

## 소속가극단원
2018년 12월 기준 소속단원. 팀이름은 2021년 6월 기준. 굵은 글씨는 톱스타.
(홈페이지에 가봤는데 조별로 모든 단원을 한번에 볼 수 있는 곳을 찾을 수가 없음. 후에 수정하시는 분께서 만약 찾으시면 갱신부탁드려요)

### 팀 샤인(輝)
| 남역     | 남역          | 기수 | 여역       | 여역          | 기수 |
| -------- | ------------- | ---- | ---------- | ------------- | ---- |
| 青蘭そら | 세이라 소라   |      | 春妃那ゆめ | 하나히나 유메 |      |
| 一颯湊   | 이부키 카나타 | 4기  | みれい蘭   | 미레이 란     |      |
|          |               |      | 珠々花もか | 스즈하나 모카 |      |
|          |               |      | 天咲ゆり   | 아마사키 유리 |      |
|          |               |      | 美華えりか | 미하나 에리카 | 1기  |
|          |               |      | 宮まどか   | 미야 마도카   | 2기  |
|          |               |      | 希咲遥花   | 키사키 하루카 | 3기  |
|          |               |      | 舞花莉愛   | 마이카 리아   | 4기  |
|          |               |      | 桜礼瑠愛   | 사쿠라 루나   | 4기  |
|          |               |      | 梅香咲礼   | 유메카 사아야 | 4기  |

### 팀 플라워(華)
| 남역     | 남역        | 기수 | 여역       | 여역          | 기수 |
| -------- | ----------- | ---- | ---------- | ------------- | ---- |
| 碧海澪   | 아오미 레이 |      | 神田優香里 | 칸다 유카리   |      |
| 紫城けい | 시죠 케이   |      | 舞音帆乃佳 | 마이네 호노카 | 2기  |
|          |             |      | 花このみ   | 하나 코노미   | 3기  |
|          |             |      | 和夏羽蝶   | 와카바 히라리 | 3기  |

### 팀 하트(凛)
| 남역         | 남역            | 기수                                                    | 여역       | 여역          | 기수 |
| ------------ | --------------- | ------------------------------------------------------- | ---------- | ------------- | ---- |
| 愛那月ひかる | 마나즈키 히카루 | 극단 결성당시 오디션으로 입단. 쇼와음악대 뮤지컬과 졸업 | 心愛らら   | 코코아 라라   | 3기  |
| 夢月りく     | 유메즈키 리쿠   |                                                         | 麗心花     | 우라라 하나   | 3기  |
| 流斗星波     | 루우토 세나     | 4기                                                     | 咲乃心春   | 사키노 코하루 | 3기  |
| 海夏人蒼馬   | 미나토 소우마   |                                                         | 詩乃妃花   | 우타노 히메카 | 3기  |
| 大翔なお     | 히로토 나오     |                                                         | 愛彩なみ   | 마나세 나미   | 4기  |
|              |                 |                                                         | 柚菜ひまり | 유즈나 히마리 | 4기  |
|              |                 |                                                         |            |               |      |

### 팀 윙(翔)
| 남역       | 남역            | 기수                                                    | 여역       | 여역          | 기수 |
| ---------- | --------------- | ------------------------------------------------------- | ---------- | ------------- | ---- |
| 泉美匠     | 이즈미 쇼       | 극단 결성당시 오디션으로 입단. 쇼와음악대 뮤지컬과 졸업 | 椿れいら   | 츠바키 레이라 |      |
| 日々樹澄   | 히비키 토오루   | 1기                                                     | 天乃愛理   | 아마노 아이리 | 1기  |
| 柊木ちとせ | 히이라기 치토세 | 3기                                                     | 月紫エミ梨 | 츠쿠시 에미리 | 2기  |
|            |                 |                                                         | 七帆真紀   | 나나호 마사   | 2기  |
|            |                 |                                                         | 月野叶望   | 츠키노 카나미 | 3기  |
|            |                 |                                                         | 美歌真凛   | 미우 마린     | 3기  |

### 팀 해피네스(奏)
| 남역       | 남역          | 기수 |
| ---------- | ------------- | ---- |
| 夕貴まこと | 유우키 마코토 |      |
| 円悠       | 마도카 유우   |      |

### 블루로즈(雅)
| 남역       | 남역          | 기수                                | 여역       | 여역          | 기수           |
| ---------- | ------------- | ----------------------------------- | ---------- | ------------- | -------------- |
| 優雅       | 유우가        | 다카라즈카 출신 당시 예명 켄 루이스 | みれい蘭   | 미레이 란     | 다른 팀과 겸임 |
| 海夏人蒼馬 | 미나토 소우마 | 다른 팀과 겸임                      | 天乃愛理   | 아마노 아이리 | 다른 팀과 겸임 |
| 蘭香輝     | 란 코우키     | 다른 팀과 겸임                      | 美華えりか | 미하나 에리카 | 다른 팀과 겸임 |
| 円悠       | 마도카 유우   | 다른 팀과 겸임                      | 月紫エミ梨 | 츠쿠시 에미리 | 다른 팀과 겸임 |
| 一颯湊     | 이부키 카나타 | 다른 팀과 겸임                      | 春妃那ゆめ | 하루히나 유메 | 다른 팀과 겸임 |

## 통상 공연 작품
자세한 내용은 하우스텐보스가극단의 공연작품을 확인해주세요

## 과거 소속자&일시 출연자

### 다카라즈카 가극단출신자
| 남역       | 남역      | 비고                   | 여역       | 여역          | 비고   |
| ---------- | --------- | ---------------------- | ---------- | ------------- | ------ |
| 鳴海じゅん | 나루미 준 | 특별출연 톱스타 80기생 | 雪菜つぐみ | 유키나 츠구미 | 84기생 |
|            |           |                        | 愛那結梨   | 아이나 유우리 | 92기생 |

### OSK일본가극단 출신자
| 남역       | 남역          | 비고                   | 여역       | 여역            | 비고                      |
| ---------- | ------------- | ---------------------- | ---------- | --------------- | ------------------------- |
| 鞍馬みしろ | 쿠라마 미시로 |                        | 麻詩みふゆ | 아사우타 미후유 | 일본가극학교 연구과까지만 |
| 颯海るい   | 하야미 루이   | OSK 당시 예명 颯星るい | 美羽アリア | 미와 아리아     | OSK 당시 예명 夕輝アリア  |
| 槙世ようか | 마키세 요우카 |                        | 彩帆真白   | 아야호 마시로   |                           |

### 오디션 또는 각 지도자의 소개로 온 출연자
| 남역     | 남역          | 비고               | 여역       | 여역            | 비고 |
| -------- | ------------- | ------------------ | ---------- | --------------- | ---- |
| 煌海柚希 | 키라미 유우키 |                    | 愛華さき   | 아이카 사키     |      |
| 白輝ゆう | 시라키 유우   | 신인공연 주연 경험 | 秋吉里香   | 아키요시 리카   |      |
| 羽澄麗   | 하스미 레이   |                    | 朝飛るいか | 아사히 루이카   |      |
| 舞城みき | 마이시로 미키 |                    | 飛鳥       | 아스카          |      |
|          |               |                    | 大國明里   | 오오쿠니 아카리 |      |
|          |               |                    | 大谷水希   | 오오타니 미즈키 |      |
|          |               |                    | 岡めぐみ   | 오카 메구미     |      |
|          |               |                    | 奥津陽子   | 오쿠츠 요우코   |      |
|          |               |                    | 梶原良恵   | 카지와라 요시에 |      |
|          |               |                    | 花蘭まなみ | 카란 마나미     |      |
|          |               |                    | 城月りおな | 키즈키 리오나   |      |
|          |               |                    | 咲良美月   | 사쿠라 미츠키   |      |
|          |               |                    | 高嶋マリエ | 타카시마 마리에 |      |
|          |               |                    | 月華めぐみ | 츠키하나 메구미 |      |
|          |               |                    | 憧花うらら | 토우카 우라라   |      |
|          |               |                    | 渚カレン   | 나기사 카렌     |      |
|          |               |                    | 花園ひかり | 하나조노 히카리 |      |
|          |               |                    | 風歌てまり | 후우카 테마리   |      |
|          |               |                    | 渼七海しほ | 미나미 시호     |      |
|          |               |                    | 涼羽葵     | 료 아오이       |      |

### 역대 가극학원 졸업생

#### 1기생
2014년 5월 (전기생)과 10월 (후기생), 합쳐서 20명이 입학하여, 18명이 졸업, 17명이 입단.
초무대는 2015년 4월 팀 샤인 공연 『매혹의 엑조티카』.
| 남역       | 남역            | 퇴단년도 | 여역       | 여역          | 퇴단년도 |
| ---------- | --------------- | -------- | ---------- | ------------- | -------- |
| 碧海澪     | 아오미 레이     |          | 天乃愛理   | 아마노 아이리 |          |
| 紫城けい   | 시죠 케이       |          | 橘凛       | 타치바나 린   |          |
| 華千眞生   | 하나세 마오     |          | 美音ふう   | 미온 후우     |          |
| 日々樹澄   | 히비키 토오루   |          | 美華えりか | 미하나 에리카 |          |
| 鷲タケル   | 오오토리 타케루 |          | 初姫乃愛   | 하츠히메 노아 |          |
| 望希彩人   | 노조미 아야토   |          | 綺音叶空   | 아야네 키요라 |          |
| 美星こころ | 미호시 코코로   |          | 美咲希羽   | 미사키 노노하 |          |
| 稀月錬     | 키즈키 렌       |          | 聖愛りあん | 세이나 리안   |          |
|            |                 |          | 蒼乃星那   | 아오노 세이나 |          |

#### 2기생
2015년 5월, 17명이 입학, 다음해 15명이 졸업, 13명이 입단. 
초무대는 2016년 4월 팀 하트 공연 『KINGS』
| 남역     | 남역            | 퇴단년도 | 여역       | 여역          | 퇴단년도 |
| -------- | --------------- | -------- | ---------- | ------------- | -------- |
| 美月紫陽 | 미즈키 시요     |          | 月紫エミ梨 | 츠쿠시 에미리 |          |
| 舞吹瑠風 | 마이부키 루카   |          | 月瀬彩花   | 츠키세 아야카 |          |
| 暁海翔   | 아카츠키 카이토 |          | 一花咲     | 이치카 사키   |          |
| 円悠     | 마도카 유우     |          | 春妃那ゆめ | 하루히나 유메 |          |
| 早瀬琴   | 하야세 코토     |          | 花音くらら | 카논 쿠라라   |          |
|          |                 |          | 舞音帆乃佳 | 마이네 호노카 |          |
|          |                 |          | 七帆真妃   | 나나호 마키   |          |
|          |                 |          | 宮まどか   | 미야 마도카   |          |
|          |                 |          | 水澄麗子   | 미스미 레이코 |          |

#### 3기생
2016년 5월, 19명이 입학, 다음해 17년 졸업, 16명이 입단.
초무대는 17년 4월 팀 샤인 공연 『GREEN FLASH~석양에 물드는 하늘~』.
| 남역       | 남역            | 퇴단년도 | 여역       | 여역          | 퇴단년도 |
| ---------- | --------------- | -------- | ---------- | ------------- | -------- |
| 星月りおん | 시즈키 리온     |          | 心愛らら   | 코코아 라라   |          |
| 柊木ちとせ | 히이라기 치토세 |          | 麗心花     | 우라라 하나   |          |
| 大和蓮泱   | 야마토 레오     |          | 咲乃心春   | 사키노 코하루 |          |
| 凰樺しえる | 오오카 시에루   |          | 希咲遥花   | 키사키 하루카 |          |
|            |                 |          | 詩乃妃花   | 우타노 히메카 |          |
|            |                 |          | 月野叶望   | 츠키노 카나미 |          |
|            |                 |          | 花このみ   | 하나 코노미   |          |
|            |                 |          | 和夏羽蝶   | 와카바 히라리 |          |
|            |                 |          | 美弥陽月艶 | 미야비 유에   |          |
|            |                 |          | 美歌真凜   | 미우 마린     |          |
|            |                 |          | 優加桜     | 유우카 사쿠라 |          |
|            |                 |          | 美織舞     | 미오리 마이   |          |

#### 4기생
2017년 5월 (전기생), 9월 (후기생) 합쳐서 15명이 입학, 다음해 10명이 졸업, 10명이 입단.
초무대는 2018년 4월 팀 플라워 공연 『더 레뷰~하나카렌(華香恋～はなかれん)~』
| 남역     | 남역          | 퇴단년도 | 여역       | 여역          | 퇴단년도 |
| -------- | ------------- | -------- | ---------- | ------------- | -------- |
| 大翔なお | 히로토 나오   |          | 舞花莉愛   | 마이카 리아   |          |
| 一颯湊   | 이부키 카나타 |          | 桜礼瑠愛   | 사쿠라 루나   |          |
| 流斗星波 | 루우토 세나   |          | 梅香咲礼   | 우메카 사아야 |          |
|          |               |          | 愛彩なみ   | 마나세 나미   |          |
|          |               |          | 芽花玲奈   | 메이카 레나   |          |
|          |               |          | 天希衣絵菜 | 아마키 이에나 |          |
|          |               |          | 柚菜ひまり | 유즈나 히마리 |          |

#### 5기생
2018년 5월에 18명이 입학, 다음해 16명이 졸업, 15명이 입단.
초무대는 2019년 3월 팀 샤인 공연 『Happy Ending Story~이상한 2개의 사랑이야기~』
| 남역         | 남역          | 퇴단년도 | 여역       | 여역          | 퇴단년도 |
| ------------ | ------------- | -------- | ---------- | ------------- | -------- |
| そわ・つばさ | 소와 츠바사   |          | 七星アリス | 나나세 아리스 |          |
| 真咲蓮       | 마사키 렌     |          | 姫綺乃愛   | 히메키 노아   |          |
| 煌月りお     | 아키즈키 리오 |          | 美風紅羽   | 미카제 아키하 |          |
| 花綺悠都     | 하나키 유우토 |          | 菜巴紬稀   | 나노하 츠무기 |          |
| 美月遥斗     | 미즈키 하루토 |          | 苺愛りな   | 메루아 리나   |          |
| 柚実いくと   | 유즈미 이쿠토 |          | 雅いろは   | 미야비 이로하 |          |
| みゆる・せら | 미유루 세라   |          | 純未さや華 | 스미 사야카   |          |
|              |               |          | 叶愛華     | 카노 아이카   |          |

#### 6기생
| 남역       | 남역          | 퇴단년도 | 여역     | 여역          | 퇴단년도 |
| ---------- | ------------- | -------- | -------- | ------------- | -------- |
| 彩聖ルキア | 아야세 루키아 |          | 雪華樹々 | 유키하나 쥬쥬 |          |
| 龍 紫音    | 류 시온       |          | 花純舞星 | 하스미 마이리 |          |
| 結月悠慎   | 유즈키 하루마 |          | 朝陽まう | 아사히 마우   |          |
| 夏蓮あらと | 카렌 아라토   |          | 美咲舞音 | 미사키 마논   |          |
| 夏輝つばさ | 나츠키 츠바사 |          |          |               |          |
| 鳳来寿香   | 호우라이 쥬카 |          |          |               |          |

#### 7기생
초무대는 2021년 4월 하우스텐보스 공연 팀 해피너스 공연 『환상의 천송이 사쿠라~사랑과 정열의 열풍~』